# Велики Врх (Циркулане)
Велики Врх (словен. Veliki Vrh) је насељено место у општини Циркулане, Подравска регија, Словенија.

## Историја
До територијалне реорганизације у Словенији био је у саставу старе општине Птуј.

## Становништво
У попису становништва из 2011. године, Велики Врх је имао 115 становника.
| Број становника према пописима | Број становника према пописима | Број становника према пописима |
| ------------------------------ | ------------------------------ | ------------------------------ |
| 1991                           | 2002                           | 2011                           |
| 118                            | 101                            | 115                            |

## Галерија
- пут до старог града Борл
- шумски пут